# Lastic, Puy-de-Dôme

Lastic este o comună în departamentul Puy-de-Dôme, Franța. În 1 ianuarie 2022 avea o populație de 99 de locuitori.